# لايلاني داودنغ
لايلاني داودنغ (بالإنجليزية: Leilani Dowding)‏ وهي عارضة أزياء سابقة إنجليزية بريطانية وملكة جمال سابقة ولدت في يوم 30 يناير 1980 في مدينة بورنموث في إنجلترا في المملكة المتحدة وهي ملكة جمال بريطانيا في سنة 1998 ومثلت بريطانيا في مسابقة ملكة جمال الكون وقد كانت العشيقة السابقة للاعب الكرة القدم الفرنسي جيرمي أليادير والزوجة السابقة للاعب المصارعة ريتشارد بالمر زوجة راكيل ولش.

## روابط خارجية
- لايلاني داودنغ على موقع IMDb (الإنجليزية)
- لايلاني داودنغ على موقع قاعدة بيانات الفيلم (الإنجليزية)